# Tetrorchidium microphyllum
Tetrorchidium microphyllum là một loài thực vật thuộc họ Euphorbiaceae. Đây là loài đặc hữu của Panama. Chúng hiện đang bị đe dọa vì mất môi trường sống.